# Uduba
Uduba là một chi nhện trong họ Zorocratidae. Các loài trong chi này đều là loài đặc hữu của Madagascar.

## Các loài
- Uduba dahli Simon, 1903
- Uduba evanescens (Dahl, 1901)
- Uduba madagascariensis (Vinson, 1863)